# Óscar Rodríguez Capel
Óscar Rodríguez Capel (* 8. Juni 1982) ist ein spanischer Volleyballspieler.

## Karriere
Rodríguez Capel spielte in der spanischen Liga für Melilla, Jusan und VC Vecindario. 2003 wechselte er von Telecom Málaga zu CV Elche. Ein Jahr später kam der Libero zu Unicaja Almería. Mit dem andalusischen Verein gewann der spanische Nationalspieler 2009 und 2010 den Pokal (Copa del Rey). Kurz nachdem er 2010 seinen Vertrag verlängert hatte, spielte er mit Almería ein Turnier beim Moerser SC. Der Bundesligist suchte einen erfahrenen Libero neben Tom Weber und da Rodríguez Capel in Spanien in Konkurrenz zu Alexis Valido stand, wechselte er nach Deutschland.